# Hoekgevelboerderij

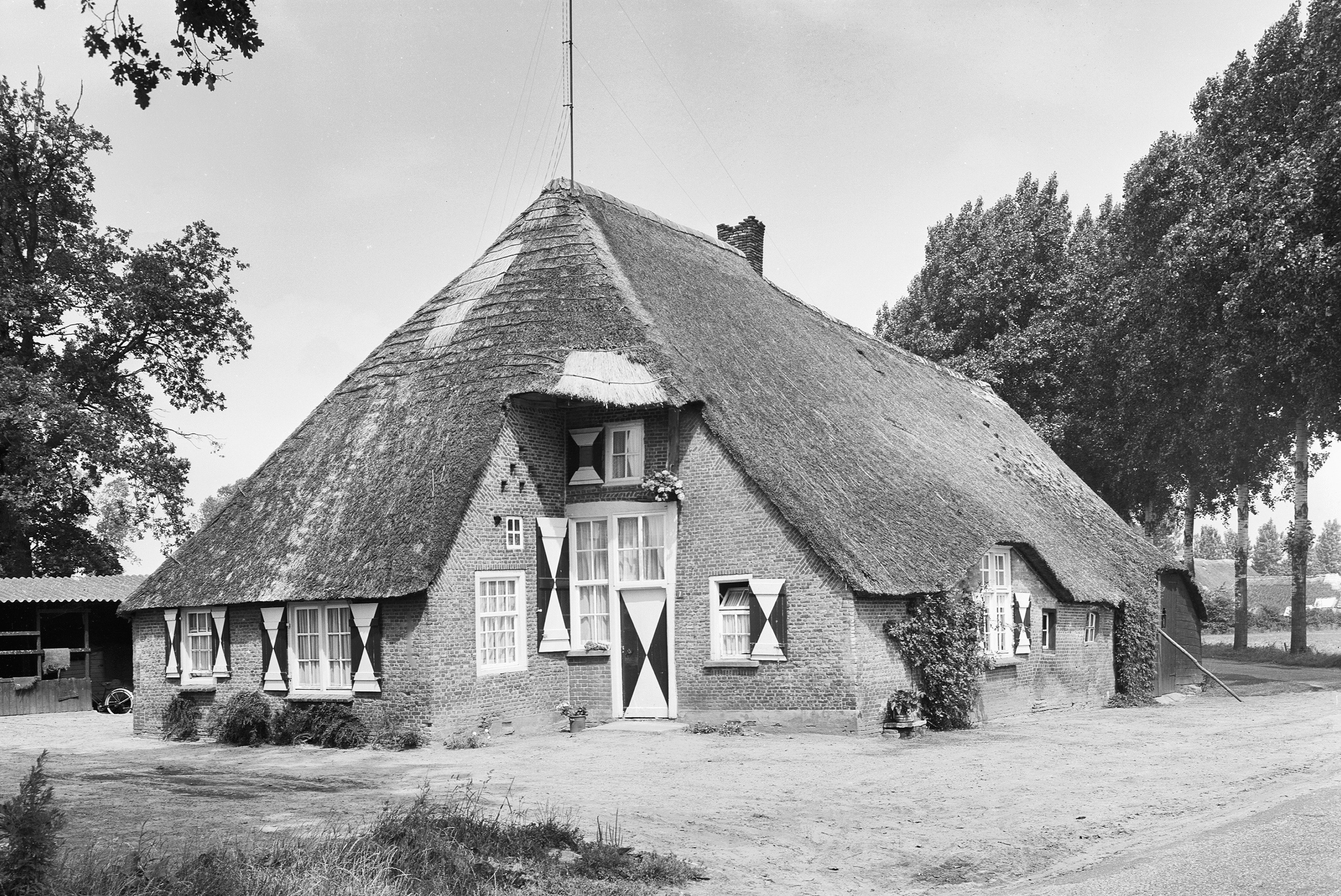
Hoekgevelboerderij in Dinther

Een Hoekgevelboerderij is een boerderijtype dat voornamelijk in het midden en oosten van Noord-Brabant voorkomt.
Het boerderijtype is ontstaan uit het hallenhuis of kortgevelboerderij, waarbij echter het woongedeelte met een uitbouw werd vergroot. Deze besloeg de halve voorgevel. In de overgebleven helft bleef de deur en een venster gehandhaafd.
Bij de langgevelboerderij werd het woongedeelte over de gehele gevel uitgebreid en kwam de deur in de zijgevel te zitten.